# Els Àngels (Alacant)
Els Àngels és un barri d'Alacant que limita al sud amb Altossano, a l'est amb Lo Morant, al nord amb la Tómbola i a l'oest amb Sant Agustí i el Polígon de Sant Blai. Està a 73 metres d'altura, té 36.547 habitants i els seus codis postals són 03009 i 03010.
Este barri va començar a edificar-se el 1920 entorn del que és el seu eix principal, l'avinguda de Novelda, que és la via que comunica la capital alacantina amb Sant Vicent del Raspeig. El plànol és de carrers rectes i paral·lels, però ben estrets, i les construccions originàries eren plantes baixes amb pati interior de les quals es conserven encara moltes, sobretot les anomenades «cases de Paternina».
L'avinguda de Novelda divideix la zona tradicional dels Àngels amb una més moderna, a l'est, edificada als anys 50 i que rep el nom de «Grup Felipe Bergé», edificis de poques altures i pati interior comunal. A l'extrem est trobem la zona marginal coneguda com a «Montoto», xaboles on residix població majoritàriament d'ètnia gitana i que l'ajuntament vol erradicar.
Els Àngels té una gran església amb dos torres, dedicada a la Mare de Déu dels Àngels, que va ser construïda on estava l'antic monestir dels Àngels, i és la que dona nom al barri. A l'església podem trobar un gran mural commemoratiu del 5é centenari de la Santa Faç. També té l'antic hospital militar, un centre de salut, un centre social, una xicoteta plaça de bous, l'escola pública Òscar Esplà i les places de Joaquín María López, el Progrés i el camp de futbol dels Àngels.
El barri dels Àngels ha sigut majoritàriament de llengua castellana perquè la seua població té origen majoritàriament del Baix Segura i de la Regió de Múrcia.
Compta amb dos comissions de fogueres: Els Àngels i Àngels-Felipe Bergé. La primera a la part més antiga del barri va ser fundada a 1940 i ha aconseguit plantar diverses vegades en la primera categoria i una Dama del Foc. La foguera Àngels-Felipe Bergé planta des de 1962 i ha aconseguit guanyar una vegada en la categoria especial infantil i tres Dames del Foc al llarg de la seua història.
Vegeu: Llista de barris d'Alacant